# Generalpause
Eine Generalpause, Abk.: G.P. (italienisch vuoto; französisch silence; englisch general pause), ist in der Musik eine Unterbrechung in sämtlichen Stimmen eines Musikstücks zugleich. Sie zieht sich bei Stücken in schnellerem Tempo über mehr als einen Takt hin und erreicht ihre größte Wirkung bei mehrstimmigen Orchesterstücken.
Im Fluss der Musik erscheint die Generalpause plötzlich und auffallend. Damit wird eine Spannung und Erwartungshaltung beim Zuhörer erreicht. Diese Spannung führt oft zum Höhepunkt des Stücks.
Nach Leopold Mozart wird die Generalpause, wenn mit einer Fermate versehen, nicht verlängert, sondern verkürzt.